# Ryzdvjanyj
Ryzdvjanyj (in russo Рыздвяный?) è un insediamento di tipo urbano della Russia europea meridionale, situato nel distretto urbano della città di Izobil'nyj (Territorio di Stavropol').
Si trova 28 km a nord-ovest di Stavropol' e a 16 km da Izobil'nyj.